# Patrick Lebon
Pour les articles homonymes, voir Lebon.
Patrick Lebon, né le 2 janvier 1940 à Anvers (Belgique) et mort le 3 février 2021 à Courtrai, est un réalisateur et scénariste belge flamand qui a dirigé quatre longs métrages.

## Biographie
Patrick Lebon étudie à la Nederlandse Filmacademie (nl) à Amsterdam, où il sort diplômé en 1965 avec le film Huuh huuh.

## Filmographie partielle

### Au cinéma
Au cinéma, il a réalisé quatre longs métrages, Salut en de kost (1974), Hellegat (1980) avec Jos Verbist et An Nelissen, Zaman (1983) avec Marc Janssen et Herbert Flack et Paniekzaaiers en 1986. Ce film, avec Gaston et Leo (nl) (Gaston Berghmans et Leo Martin), Janine Bischops, Marilou Mermans et Chris Cauwenberghs, a été le onzième plus grand succès cinématographique belge de tous les temps avec 500 000 spectateurs.

### À la télévision
Pour la télévision, il réalise la série de marionnettes Bob et Bobette (d'après les bandes dessinées Bob et Bobette) ainsi que quelques épisodes de Langs de Kade et Commissaris Roos.